# Gabi Habetz
Gabi Habetz  (* in Brauweiler) ist eine ehemalige deutsche Radrennfahrerin.
Ihre ersten Erfolge feierte Gabi Habetz auf der Bahn. 1976 wurde sie Vize-Meisterin im Sprint, 1977, 1979 und 1980 jeweils Dritte. Ebenfalls Dritte wurde sie 1980 in der Einerverfolgung. 1981 errang sie den Titel der deutsche Meisterin im Straßenrennen.
Gabi Habetz ist die Schwester von Beate Habetz, die ebenfalls als Radrennfahrerin aktiv war. Sie ist verheiratet mit dem ehemaligen Radrennfahrer Werner Wüller.